# プリンセス・カラブー

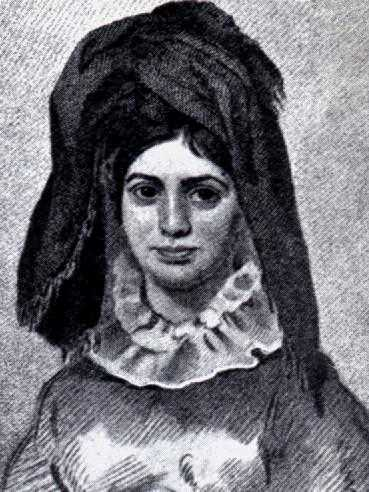
プリンセス・カラブー

プリンセス・カラブー（Princess Caraboo）ことメアリー・ベイカー（Mary Baker, 1791年 - 1864年12月24日）は、イギリスの身元詐称者。遠い島国からやってきた異国の王女のふりをし、数か月にわたってイギリス人たちをだまし続けた。

## 経緯
1817年4月3日、グロスターシャー州のアーモンドベリーに住む靴の修繕屋が、道に迷っているらしい若い女に出会った。女は異国風の身なりをし、誰にも理解不能な言葉を話した。修繕屋の妻は女を貧民視察官に引き渡し、さらに貧民視察官は女を地元の治安判事サミュエル・ウォーラルの元に連れて行った。ウォーラルも、そのアメリカ人の妻エリザベスも彼女の話す言葉が理解できなかった。彼らが判別できたのは、彼女が自分を「カラブー」と呼んでいること、そしてなぜか中国の絵画に興味を示すことだけであった。ウォーラル夫妻が女を町の宿屋に連れていくと、彼女はそこにあったパイナップルの絵を見てパイナップルのことを「アナナス（ananas）」と呼び、さらに床の上で睡眠をとることを主張した。サミュエル・ウォーラルはこの女を乞食であり、浮浪罪で拘束してブリストル監獄に収監すべきだと判断した。
女が監獄に収監された後、同じく監獄に入っていたポルトガル人の船乗りマヌエル・エイネッソ（またはエネス）が、彼女の言語が理解でき、その話を通訳できると言い出した。エイネッソによれば、女はインド洋に浮かぶジャヴァス島という島国の王女カラブーである。カラブーは海賊に捕まって長いあいだ海上で囚われの身となり、海賊の船がブリストル海峡に差し掛かったところで海に飛び込み、岸まで泳いだのだという。
ウォーラル夫妻はカラブーを自分たちの屋敷に連れて帰った。続く10週間、この異国の王女なる人物は地元の名士たちから大いにもてはやされた。カラブーは弓矢を使いこなし、フェンシングも嗜み、裸で泳ぎ、「アラフ・タッラーフ」という名の神に祈りをささげた。エキゾティックな衣装を着た彼女の肖像画が描かれ、その肖像画は地元の新聞に模写されて掲載され、世間に出まわった。ウィルキンソン博士という人物が、カラブーの言語はエドマンド・フライの著した言語に関する書物『パントグラフィア』を参照することで識別できるし、また彼女の後頭部にある謎の印は東洋の外科手術のあとであると述べたことで、カラブー王女の真正性は何の疑いもなく信じられることになった。
しかし、結局はカラブーが偽物だということが判明する。ニール夫人という女が「ブリストル・ジャーナル」紙に載ったカラブーの肖像を見て、カラブーを引き取っていたウォーラル夫妻に知らせてきたのだった。カラブーの正体は、デヴォン州ウィセリッジの靴職人の娘メアリー・ベイカー（旧姓ウィルコックス）だったのである。ベイカーは、住込みの家政婦つまりメイドを職業としていたが、一か所に留まることなくイングランド中のあちこちで雇われていた。彼女は自分の想像力とジプシーの話す言葉からの借用を駆使して偽の言語を作り出し、そしてエキゾティックな「カラブー王女」を誕生させた。また後頭部の肌に残る謎の印は、幼少期に貧民が利用する診療所で受けた、肌に火をあてるいんちきな民間療法で出来た火傷の痕だった。イギリス中の新聞が、世間知らずな田舎の中産階級が偽王女を歓待した間抜けぶりを競って報道した。

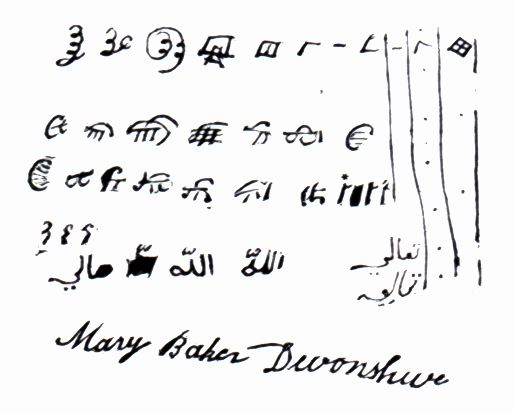
ベイカーの書いた「ジャヴァス語」

彼女を引き取っていたウォーラル夫妻は、メアリーをアメリカ合衆国のフィラデルフィアに送り込むことにし、1817年6月28日に彼女を出国させた。メアリーはアメリカでもカラブー王女のふりを短期間続けたが、数カ月もするとウォーラル夫妻とは音信不通になった。当時の噂話として、メアリーがセント・ヘレナ島に流されたナポレオン・ボナパルト元皇帝を訪問したというものがあるが、ありそうにない話である。
1821年、メアリーはイギリスに帰国したが、もはや彼女の「カラブー王女」が人々に注目されることはなかった。メアリーはその後短い間であるが「カラブー王女」の触れ込みでフランスとスペインを渡り歩き、やがて帰国すると二度目の結婚をした。1828年9月には、彼女はメアリー・バージェス（Mary Burgess）という名前に変わってブリストル近郊のベドミンスターに住んでいることが確認されており、その翌年には女の子を産んだ。1839年には、メアリーはブリストル王立病院に医療用ヒルを仕入れる仕事をしていた。メアリーは1864年に亡くなり、ブリストルのヘブロン・ロード墓地に無記名で埋葬された。
メアリー・ベイカーの起こした偽王女事件を元に、1994年に『プリンセス・カラブー』という映画が制作された。ベイカー役はフィービー・ケイツが演じた。